# Robert Warwick
Robert Warwick (9 de octubre de 1878–6 de junio de 1964) fue un actor teatral, cinematográfico y televisivo estadounidense, que participó en un total de más de 200 filmes.

## Inicios
Su verdadero nombre era Robert Taylor Bien, y nació en Sacramento (California). Atractivo y con una potente voz, Warwick se preparó para ser cantante de ópera, pero la interpretación finalmente se impuso. Debutó en Broadway en 1903 con la obra Glad of It, siendo uno de sus compañeros de reparto un joven debutante, John Barrymore. Ambos actores se convirtieron en poco tiempo en ídolos del público. 
En los siguientes veinte años Warwick actuó en obras como Ana Karenina (1906), Two Women (1910, con Mrs. Leslie Carter), The Kiss Waltz y Miss Prince (1911 y 1912, obras en las cuales demostró sus capacidades de canto), The Secret (1913), A Celebrated Case (1915) y Drifting (1922, con Alice Brady), además de otras muchas piezas a lo largo de finales de la década de 1920.

## Carrera cinematográfica

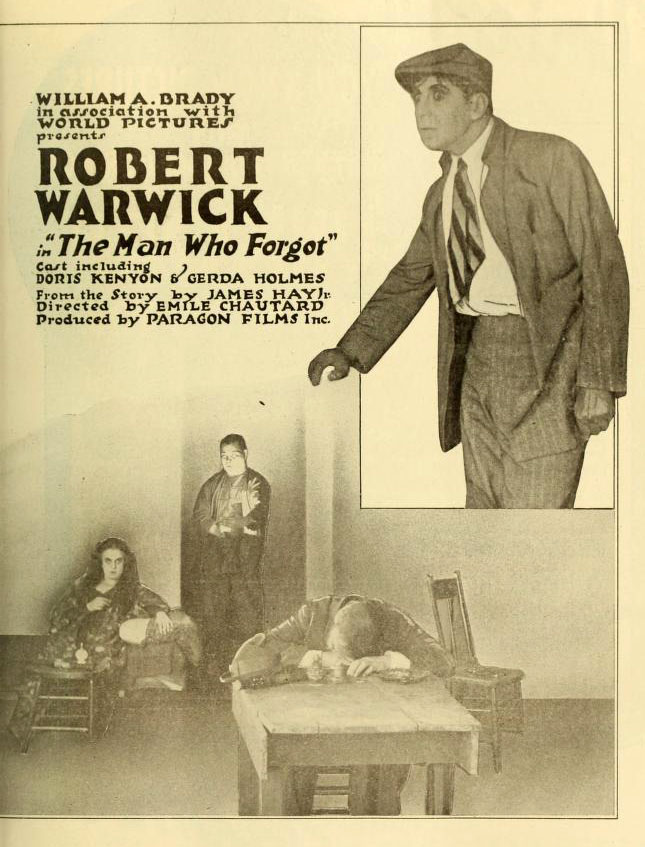
The Man Who Forgot, 1917

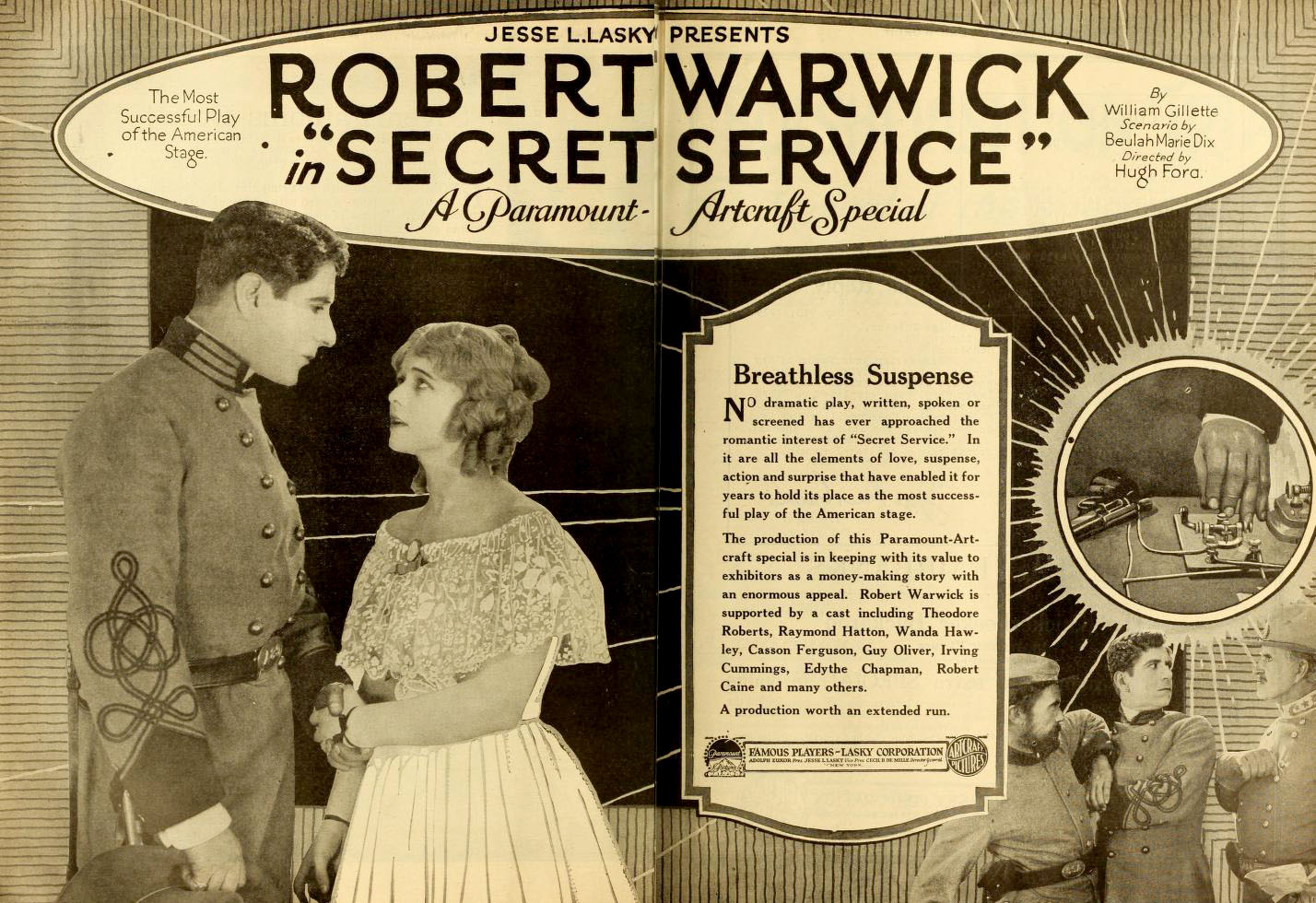
Secret Service, 1919

Warwick empezó a actuar en el cine mudo en 1914. Hizo numerosas producciones en la década de 1910, principalmente en Fort Lee, Nueva Jersey. Dos de los filmes, Alias Jimmy Valentine y A Girl's Folly, ambos dirigidos por Maurice Tourneur, se han conservado. En los años veinte Warwick alternó el teatro con el cine mudo. Cuando llegó el cine sonoro ya tenía cincuenta años, y sus tiempos de ídolo se acababan. Sin embargo, el nuevo medio le dio la oportunidad de trabajar como actor de carácter, gracias en parte a su espléndida voz. A causa de ello tuvo la necesidad de mudarse de manera definitiva a California, a fin de encontrarse cerca de los grandes estudios cinematográficos. Gracias a todo ello, en los años treinta y cuarenta raramente estuvo sin trabajo. Su inmensa filmografía incluye clásicos como The Little Colonel (1935, con Shirley Temple), Ana Karenina (1936, con Greta Garbo), Maria Walewska (1937) también con Garbo y con Charles Boyer, Robin de los bosques (1938, con Errol Flynn), y la película por la que quizá sea más recordado, Los viajes de Sullivan (1941, de Preston Sturges).

## Televisión y últimos años
Warwick tuvo numerosas actuaciones televisivas desde finales de la década de 1940. Cumplidos los setenta años de edad seguía trabajando en todo tipo de shows televisivos, desde westerns como Broken Arrow a programas como Loretta Young Show. 
Warwick se casó en varias ocasiones, la tercera de ellas con la actriz Stella Lattimore (1905-1960). El actor falleció en junio de 1964 en Los Ángeles, California. Tenía 86 años de edad. Fue enterrado en el Cementerio de Holy Cross, en Culver City, California. 
Warwick tuvo dos hijas, Rosalind, nacida en su primer matrimonio, y Betsey, una conocida poeta nacida de su segunda esposa. 